# Wikimedia Hackathon 2018
La Wikimedia Hackathon 2018 fou una trobada de hàckers o furoners interessats en les tecnologies del món Wikimedia que se celebrà del 18 al 20 de maig del 2018 a la Universitat Autònoma de Barcelona. Per tal d'afavorir-ne la participació i preparar les temàtiques que es tractarien es van organitzar diferents esdeveniments preliminars, anomenats també prehackathons, a la Residència Faber d'Olot del 2 al 4 de febrer de 2018, a la Casa Orlandai (seu d'Amical Wikimedia), al PRBB i també a ciutats com Montpeller o la Haia.